# Neutral (mærke)
 For alternative betydninger, se Neutral. (Se også artikler, som begynder med Neutral)
Neutral er et varemærke indenfor personlig pleje, vask og rengøring. Den multinationale koncern Unilever ejer varemærket. Produkterne er oprindeligt udviklet af virksomheden A/S Blumøller, i dag udvikles produkterne af Unilever. 
Produkterne med Neutral-mærket er uden parfume og tilsætningsstoffer og deklareret i samarbejde med Astma-Allergi Danmark, derfor er de alle mærket med Den Blå Krans-mærket. De fleste neutral-produkter er også mærket med Svanemærket.